# IK Tjalve
IK Tjalve, Idrettsklubben Tjalve – norweski klub lekkoatletyczny z Oslo. Został założony 27 grudnia 1890. Jego siedzibą jest Bislett Stadion.
Jest jednym z największych klubów lekkoatletycznych w Norwegii. Wielu jego członków reprezentowało Norwegię na zawodach międzynarodowych.